# 第102軍事基地 (ロシア陸軍)
第102軍事基地（だい102ぐんじきち、、ロシア語: 102-я военная база、略称102 ВБ）は、ロシア陸軍の軍事基地（師団級）。南部軍管区隷下。アルメニアに駐留。2009年から2010年にかけて第73独立自動車化狙撃旅団であった。

## 歴史

### 第2次世界大戦
- 1941年12月29日 - 第435狙撃師団隷下の第1415狙撃連隊として創設された。
- 1942年1月18日 - 連隊は第620狙撃連隊に改編され、第164狙撃師団に配属された。

### 冷戦時代
- 1946年
  - 1月 - アルメニアに配備された。
  - 7月 - 第179独立狙撃大隊に縮小改編された。
- 1953年11月 - 第73自動車化狙撃兵師団の第229自動車化狙撃連隊に改編された。
- 1957年6月 - ザカフカーズ軍管区第7親衛諸兵科連合軍第164自動車化狙撃師団所属の第344自動車化狙撃連隊に改編された。

### ロシア連邦軍
- 1992年7月1日 - 第127機関銃砲兵師団隷下の第123自動車化狙撃連隊となった。
- 1994年9月1日 - 第102軍事基地に改編
- 1995年3月16日 - アルメニアへのロシア軍事基地の配置に関する条約が締結され、駐留期間は25年間と定められた。

## 編制
- 独立自動車化狙撃旅団規模の部隊 - 3個自動車化狙撃兵大隊及び1個戦車大隊が基幹。
- 第988高射ミサイル連隊 - ギュムリ
- 第3624航空基地 - エレブニ空軍基地（アルメニア語版、ロシア語版、英語版）。MiG-29 x 18機。第4防空・航空軍隷下

## 歴代師団長・基地長
| 職名   | 就任年 | 氏名                   | 階級 |
| ------ | ------ | ---------------------- | ---- |
| 基地長 | ? -    | アンドレイ・ホルザコフ | 少将 |